# 2015년 센트럴 리그 클라이맥스 시리즈
2015년 센트럴 리그 클라이맥스 시리즈(일본어: 2015年のセントラル・リーグクライマックスシリーズ, 영어: 2015 Central League Climax Series)는 2015년 10월에 개최된 일본 프로 야구 센트럴 리그의 클라이맥스 시리즈 경기이며, 이 경기에서의 경기 결과와 성적에 대해 설명한다.

## 개요
이 대회는 2015 SMBC 일본 시리즈 출전권을 내건 플레이오프 토너먼트이다.
또한 경기 개시 시간에 대해서는 참가 팀에 의해서 설정이 다르며, 특히 도쿄 야쿠르트 스왈로스가 1위 또는 2위로 클라이맥스 시리즈 진출이 결정됐을 경우에는 야쿠르트의 홈구장인 메이지 진구 야구장을 공용하는 도쿄 6대학 야구 연맹·도토 대학 야구 연맹의 일정을 우선시하기 때문에, 퍼스트·파이널 양 스테이지 모두 전 경기를 야간 경기로서 시행된다(만일 정규 시즌 2위로 퍼스트 스테이지에서의 출전이었을 경우에서도 같은 이유에 의해 전 경기를 야간 경기로 진행될 예정이었다).

### 타이틀 스폰서
퍼시픽 리그의 경우 SMBC 닛코 증권 주식회사가 특별 협찬하여 ‘2015 SMBC 닛코 증권 클라이맥스 시리즈·퍼시픽’(2015SMBC日興証券・クライマックスシリーズ・パ)이라는 리그 단위로 스폰서가 붙여진 것에 대해 센트럴 리그의 경우에는 다음 두 개의 팀이 2위 이내의 주관 개최권을 얻었기 때문에 그 구단이 개별적으로 타이틀 스폰서를 붙여서 주관 대회로서 개최했다.
- 요미우리 자이언츠 : 전년도와 마찬가지로 요미우리 주최 경기에 한하여 앳홈이 타이틀 스폰서가 되어 ‘2015 앳홈 클라이맥스 시리즈·센트럴 퍼스트 스테이지’(2015アットホーム クライマックスシリーズ・セ ファーストステージ)[2]라는 이름으로 개최됐다.
- 도쿄 야쿠르트 스왈로스 : 야쿠르트 주최 경기에 한하여 야쿠르트 구단의 공식 협찬 스폰서인 출판사 마이나비가 타이틀 스폰서가 되어 ‘2015 마이나비 클라이맥스 시리즈·센트럴 파이널 스테이지’[3]라는 이름으로 개최됐다.

### 퍼스트 스테이지
2015년도 정규 시즌 2위 팀인 요미우리 자이언츠와 3위 팀인 한신 타이거스와의 3전 2선승제로 치뤘고, 승리팀인 요미우리는 파이널 스테이지에 진출했다.
- 일시 : 10월 10일부터 10월 12일(예비일 : 10월 13일) ※13일까지 모든 경기를 소화할 수 없는 경우에는 중단됨
- 구장 : 도쿄 돔
- 경기 개시 시간 : 3일간 모두 14시

### 파이널 스테이지
2015년도 정규 시즌 1위 팀인 도쿄 야쿠르트 스왈로스(어드밴티지 1승이 미리 주어진다)와 퍼스트 스테이지 승리팀인 요미우리 자이언츠와의 6전 4선승제로 치르며, 승리팀인 야쿠르트는 2015 SMBC 일본 시리즈에의 출전권을 얻었다.
- 일시 : 10월 14일부터 10월 19일(예비일 : 10월 20일·21일) ※21일까지 모든 경기를 소화할 수 없는 경우에는 중단됨
- 구장 : 메이지 진구 야구장
- 경기 개시 시간 : 1차전 ~ 4차전·6차전은 18시, 5차전(10월 18일)은 18시 30분

## 클라이맥스 시리즈 참가 팀 및 감독
| 팀 순위       | 소속                   | 감독          | 정규시즌 성적 |
| ------------- | ---------------------- | ------------- | ------------- |
| 정규 리그 1위 | 도쿄 야쿠르트 스왈로스 | 마나카 미쓰루 | 76승 2무 65패 |
| 정규 리그 2위 | 요미우리 자이언츠      | 하라 다쓰노리 | 75승 1무 67패 |
| 정규 리그 3위 | 한신 타이거스          | 와다 유타카   | 70승 2무 71패 |

### 대진표
|  | 퍼스트 스테이지(준결승) | 퍼스트 스테이지(준결승) |                                  |       | 파이널 스테이지(결승) | 파이널 스테이지(결승) |
|  |                         |                         |                                  |       |                       |                       |
|  |                         |                         |                                  |       |                       |                       |
|  |                         |                         |                                  |       |                       |                       |
|  |                         |                         |                                  |       |                       |                       |
|  |                         |                         | (6전 4선승제) 메이지 진구 야구장 |       |                       |                       |
|  |                         |                         |                                  |       |                       |                       |
|  | 야쿠르트                | ☆●○○○                   |                                  |       |                       |                       |
|  | 야쿠르트                | ☆●○○○                   | (3전 2선승제) 도쿄 돔            |       |                       |                       |
|  |                         |                         | 요미우리                         | ★○●●● |                       |                       |
|  | 요미우리                | ○●○                     | 요미우리                         | ★○●●● |                       |                       |
|  | 요미우리                | ○●○                     |                                  |       |                       |                       |
|  | 한신                    | ●○●                     |                                  |       |                       |                       |
|  | 한신                    | ●○●                     |                                  |       |                       |                       |
|  |                         |                         |                                  |       |                       |                       |
|  |                         |                         |                                  |       |                       |                       |
|  |                         |                         |                                  |       |                       |                       |
|  |                         |                         |                                  |       |                       |                       |

- ☆·★ = 파이널 스테이지 어드밴티지 부여에 따라 우선 승패를 나눠 가져감.

## 경기 일정

### 퍼스트 스테이지
- 1차전 : 10월 10일
- 2차전 : 10월 11일
- 3차전 : 10월 12일

### 파이널 스테이지
- 1차전 : 10월 14일
- 2차전 : 10월 15일
- 3차전 : 10월 16일
- 4차전 : 10월 17일

## 경기 결과

### 퍼스트 스테이지

#### 경기 기록
| 일시                      | 경기  | 원정팀(선공)  | 스코어 | 홈팀(후공)        | 개최 구장 |
| ------------------------- | ----- | ------------- | ------ | ----------------- | --------- |
| 10월 10일(토)             | 1차전 | 한신 타이거스 | 2 - 3  | 요미우리 자이언츠 | 도쿄 돔   |
| 10월 11일(일)             | 2차전 | 한신 타이거스 | 4 - 2  | 요미우리 자이언츠 | 도쿄 돔   |
| 10월 12일(월)             | 3차전 | 한신 타이거스 | 1 - 3  | 요미우리 자이언츠 | 도쿄 돔   |
| 승리팀: 요미우리 자이언츠 |       |               |        |                   |           |

#### 1차전
- 10월 10일 - 도쿄 돔(연장 10회)

| 팀                                                          | 1 | 2 | 3 | 4 | 5 | 6 | 7 | 8 | 9 | 10 | R | H | E |
| 한신                                                        | 0 | 0 | 0 | 0 | 0 | 0 | 2 | 0 | 0 | 0  | 2 | 8 | 1 |
| 요미우리                                                    | 0 | 0 | 0 | 0 | 1 | 1 | 0 | 0 | 0 | 1X | 3 | 9 | 0 |
| 승리 투수: 사와무라 히로카즈(1-0) 패전 투수: 안도 유야(0-1) |   |   |   |   |   |   |   |   |   |    |   |   |   |

#### 2차전
- 10월 11일 - 도쿄 돔

| 팀 | 1 | 2 | 3 | 4 | 5 | 6 | 7 | 8 | 9 | R | H  | E |
| 한신 | 3 | 0 | 0 | 1 | 0 | 0 | 0 | 0 | 0 | 4 | 11 | 0 |
| 요미우리 | 1 | 0 | 0 | 0 | 0 | 0 | 1 | 0 | 0 | 2 | 11 | 1 |
| 승리 투수: 랜디 메신저(1-0) 패전 투수: 스가노 도모유키(0-1) 세이브: 후쿠하라 시노부(1S) 홈런: 한신 – 마우로 고메스(1회 2점), 맷 머턴(1회 1점) 요미우리 – 레슬리 앤더슨(7회 1점) |   |   |   |   |   |   |   |   |   |   |    |   |

#### 3차전
- 10월 12일 - 도쿄 돔

| 팀 | 1 | 2 | 3 | 4 | 5 | 6 | 7 | 8 | 9 | R | H | E |
| 한신 | 0 | 0 | 0 | 0 | 0 | 0 | 1 | 0 | 0 | 1 | 5 | 0 |
| 요미우리 | 1 | 0 | 0 | 0 | 0 | 2 | 0 | 0 | X | 3 | 9 | 0 |
| 승리 투수: 아론 포레다(1-0) 패전 투수: 노미 아쓰시(0-1) 세이브: 사와무라 히로카즈(1S) 홈런: 한신 – 후쿠도메 고스케(7회 1점) |   |   |   |   |   |   |   |   |   |   |   |   |

### 파이널 스테이지

#### 경기 기록
| 일시                           | 경기       | 원정팀(선공)      | 스코어 | 홈팀(후공)             | 개최 구장          |
| ------------------------------ | ---------- | ----------------- | ------ | ---------------------- | ------------------ |
| 어드밴티지                     | 어드밴티지 | 요미우리 자이언츠 |        | 도쿄 야쿠르트 스왈로스 |                    |
| 10월 14일(수)                  | 1차전      | 요미우리 자이언츠 | 4 - 1  | 도쿄 야쿠르트 스왈로스 | 메이지 진구 야구장 |
| 10월 15일(목)                  | 2차전      | 요미우리 자이언츠 | 0 - 4  | 도쿄 야쿠르트 스왈로스 | 메이지 진구 야구장 |
| 10월 16일(금)                  | 3차전      | 요미우리 자이언츠 | 0 - 2  | 도쿄 야쿠르트 스왈로스 | 메이지 진구 야구장 |
| 10월 17일(토)                  | 4차전      | 요미우리 자이언츠 | 2 - 3  | 도쿄 야쿠르트 스왈로스 | 메이지 진구 야구장 |
| 승리팀: 도쿄 야쿠르트 스왈로스 |            |                   |        |                        |                    |

#### 1차전
- 10월 14일 - 메이지 진구 야구장

| 팀 | 1 | 2 | 3 | 4 | 5 | 6 | 7 | 8 | 9 | R | H  | E |
| 요미우리 | 0 | 0 | 0 | 0 | 2 | 2 | 0 | 0 | 0 | 4 | 10 | 0 |
| 야쿠르트 | 0 | 0 | 0 | 1 | 0 | 0 | 0 | 0 | 0 | 1 | 6  | 0 |
| 승리 투수: 야마구치 데쓰야(1-0) 패전 투수: 이시카와 마사노리(0-1) 세이브: 사와무라 히로카즈(1S) 홈런: 요미우리 – 사카모토 하야토(5회 2점) 야쿠르트 – 하타케야마 가즈히로(4회 1점) |   |   |   |   |   |   |   |   |   |   |    |   |

#### 2차전
- 10월 15일 - 메이지 진구 야구장

| 팀                                                              | 1 | 2 | 3 | 4 | 5 | 6 | 7 | 8 | 9 | R | H | E |
| 요미우리                                                        | 0 | 0 | 0 | 0 | 0 | 0 | 0 | 0 | 0 | 0 | 6 | 0 |
| 야쿠르트                                                        | 0 | 0 | 0 | 2 | 0 | 2 | 0 | 0 | X | 4 | 9 | 0 |
| 승리 투수: 오가와 야스히로(1-0) 패전 투수: 마일스 미콜라스(0-1) |   |   |   |   |   |   |   |   |   |   |   |   |

#### 3차전
- 10월 16일 - 메이지 진구 야구장

| 팀                                                                                    | 1 | 2 | 3 | 4 | 5 | 6 | 7 | 8 | 9 | R | H | E |
| 요미우리                                                                              | 0 | 0 | 0 | 0 | 0 | 0 | 0 | 0 | 0 | 0 | 5 | 0 |
| 야쿠르트                                                                              | 0 | 0 | 0 | 0 | 0 | 2 | 0 | 0 | X | 2 | 9 | 0 |
| 승리 투수: 다테야마 쇼헤이(1-0) 패전 투수: 스가노 도모유키(0-1) 세이브: 토니 바넷(1S) |   |   |   |   |   |   |   |   |   |   |   |   |

#### 4차전
- 10월 17일 - 메이지 진구 야구장

| 팀                                                                                  | 1 | 2 | 3 | 4 | 5 | 6 | 7 | 8 | 9 | R | H | E |
| 요미우리                                                                            | 0 | 0 | 0 | 0 | 2 | 0 | 0 | 0 | 0 | 2 | 8 | 1 |
| 야쿠르트                                                                            | 2 | 1 | 0 | 0 | 0 | 0 | 0 | 0 | X | 3 | 5 | 0 |
| 승리 투수: 스기우라 도시히로(1-0) 패전 투수: 아론 포레다(0-1) 세이브: 토니 바넷(2S) |   |   |   |   |   |   |   |   |   |   |   |   |

## 수상 선수
- MVP : 가와바타 신고(야쿠르트)

## 같이 보기
- 2015년 퍼시픽 리그 클라이맥스 시리즈
- 2015년 일본 시리즈